# Isaiah Hartenstein
Isaiah Hartenstein (* 5. Mai 1998 in Eugene, Oregon) ist ein deutsch-amerikanischer Basketballspieler. Er spielt bei den Oklahoma City Thunder in der National Basketball Association (NBA).

## Karriere

### Deutschland
Isaiah Hartenstein ist der Sohn einer US-Amerikanerin und Florian Hartensteins, der nach dem Studium an der University of Oregon in Eugene lange Jahre als Profi in der Basketball-Bundesliga spielte.
Hartenstein wuchs zunächst in den Vereinigten Staaten auf und zog 2009 nach Quakenbrück, als sein Vater zu den Artland Dragons ins Artland wechselte, wo dieser bis 2012 spielte und als Nachwuchstrainer arbeitete. Als Jugendtrainer trainierte Florian Hartenstein unter anderem bei den Young Dragons in der Jugend-Basketball-Bundesliga (JBBL) seinen eigenen Sohn Isaiah, der in der höchsten deutschen Nachwuchsklasse zu einem spielbestimmenden Talent heranwuchs. In seinen letzten beiden Jahren in der JBBL erzielte Isaiah Hartenstein durchschnittlich ein Double-Double aus Punkten und Rebounds pro Spiel und gewann schließlich mit dem Quakenbrücker Nachwuchs 2014 unter seinem Vater als Trainer den Meistertitel in der JBBL, gleichbedeutend mit der deutschen U16-Meisterschaft. Dabei wurde er sowohl als wertvollster Spieler der Saison als auch als erstmals vergebener MVP der Finalrunde Top Four ausgezeichnet; zudem bekam sein Vater die Auszeichnung als JBBL-Trainer des Jahres. Bereits im April 2014 hatte Hartenstein als einziger deutscher Spieler seines Jahrgangs im Rahmen des seit 2002 bestehenden Jordan Brand Classic am Spiel der 20 ausgewählten Nachwuchsspieler aus unterschiedlichen Ländern teilgenommen, die nicht in einer US-amerikanischen High School aktiv sind, wo er vier Punkte und fünf Rebounds zum Sieg seiner Mannschaft beitrug. Hartenstein galt seinerzeit als eines der größten europäischen Nachwuchstalente.
Zur Saison 2014/15 rückte Hartenstein altersmäßig in die Quakenbrücker U19-Mannschaft in die Nachwuchs-Basketball-Bundesliga (NBBL) auf. Zudem wurde der gerade 16-jährige Hartenstein im Herrenbereich als talentiertester deutscher Spieler seines Jahrgangs bereits in den Erstligakader der Artland Dragons aufgenommen, wo er unter professionellen Bedingungen trainierte und auch am 1. Februar 2015 im Auswärtsspiel bei den Eisbären Bremerhaven seine erste Einsatzminute in der höchsten deutschen Spielklasse erhielt. Die Herrenmannschaft der Artländer, im Vorjahr als Halbfinalist der Play-offs noch unter den besten vier deutschen Mannschaften, verpasste jedoch als Tabellenelfter am Saisonende enttäuschenderweise den Einzug in die Finalrunde um die deutsche Meisterschaft. Dies nahm Mäzen Günter Kollmann – mit dem VfL Osnabrück selbst 1968 deutscher Vizemeister – zum Anlass, die jahrzehntelange finanzielle Unterstützung für seinen Stammverein einzustellen. Jugendnationalspieler Hartenstein war daraufhin bei europäischen Spitzenklubs wie dem FC Barcelona und bei Colleges in seinem Geburtsland im Gespräch. Hartenstein, der als spielerisches Vorbild Kevin Durant nacheiferte und von einer „Außenposition“ als Small Forward agieren wollte, entschied sich jedoch für den litauischen Verein Žalgiris Kaunas, bereits zu Zeiten der Sowjetunion einer der führenden europäischen Klubs und zuletzt 1999 Europapokalsieger. Hier sah er nach eigenen Angaben am ehesten die Möglichkeit, sich in der von ihm gewünschten Richtung zu entwickeln, während man ihn wegen seiner Körperlänge bei anderen Klubs und Ausbildungsstätten näher am Brett im Frontcourt einsetzen wollte. Obwohl er nach seinen Angaben seine schulische Ausbildung bereits abgeschlossen hatte, blieb Hartenstein vorerst für ein weiteres Jahr bei seinem Vater, der die NBBL-Mannschaft betreute, und den Quakenbrücker Herren, die unter dem neuen Trainer Dragan Dojčin in völlig neuer organisatorischer Aufstellung in der dritthöchsten deutschen Spielklasse ProB antraten.

### Litauen
Im Januar 2016 verließ Hartenstein die Artland Dragons und wechselte zu Žalgiris Kaunas. Kurz zuvor hatte er der U18-Mannschaft des litauischen Vereins zum Gewinn des Qualifikationsturniers zum Euroleague Basketball Next Generation Tournament verholfen und war dabei als bester Spieler des Turniers ausgezeichnet worden.
Im Februar 2016 nahm er am „Basketball Without Borders Global Camp“ im kanadischen Toronto teil und maß sich dort mit einigen der weltweit besten Spieler der Jahrgänge 1997, 1998 und 1999.
Ende September 2016 bestritt er seinen ersten Einsatz für Žalgiris’ Herrenmannschaft in der ersten litauischen Liga LKL, rund einen Monat später folgte sein Debüt in der Euroleague im Duell mit Fenerbahçe. Hartenstein bestritt für Kaunas 29 Saisonspiele, davon sechs in der Startaufstellung und erzielte dabei 4,7 Punkte und 3,5 Rebounds im Schnitt. In der Euroleague kam er auf fünf Einsätze. Mit Kaunas wurde er am Ende der Saison litauischer Meister.
Im Frühling 2017 wurde Hartenstein in eine U19-Weltauswahl berufen, die im April in Portland (US-Bundesstaat Oregon) den „Nike Hoop Summit“ bestritt. Dieses Spiel gegen eine aus US-Spielern desselben Alters zusammengesetzte Mannschaft nutzten in der Vergangenheit bereits unter anderem seine Landsmänner Dirk Nowitzki und Dennis Schröder, um sich in die Notizbücher von NBA-Talentspähern zu spielen. Hartenstein schloss die Partie mit zehn Zählern ab. Ebenfalls im April 2017 meldete sich Hartenstein zum NBA-Draft 2017 an und wurde in dem Verfahren an 43. Stelle von den Houston Rockets ausgewählt.

### Vereinigte Staaten
Im Oktober 2017 unterschrieb Hartenstein einen Vertrag bei den Rio Grande Valley Vipers, dem Farmteam der Houston Rockets. Er kam im Laufe des Spieljahres 2017/18 auf 38 Einsätze im Trikot der Vipers und erzielte im Durchschnitt 9,5 Punkte sowie 6,6 Rebounds je Begegnung. Während der Sommerpause 2018 unterzeichnete er bei den Houston Rockets einen teilweise garantierten Dreijahresvertrag. Am 17. Oktober 2018 gab Hartenstein bei einer 112:131-Niederlage Houstons gegen New Orleans seinen Einstand in der NBA. Mit den Vipers gewann Hartenstein im Frühjahr 2019 den Meistertitel in der NBA-G-League und wurde als bester Spieler der Finalserie ausgezeichnet. Er hatte in der Meistersaison in 26 Einsätzen für die Vipers im Durchschnitt 19,5 Punkte, 14,7 Rebounds, 3,8 Korbvorlagen und zwei Blocks erzielt.
Nachdem Hartenstein zu Beginn des Spieljahres 2019/20 nicht bei den Houston Rockets eingesetzt worden war, schickten die Texaner ihn Anfang November 2019 vorerst wieder zu den Rio Grande Valley Vipers in die G-League. Er wurde in 23 NBA-Saisonspielen eingesetzt, ehe er Ende Juni 2020 aus Houstons Kader gestrichen wurde.
Ende November 2020 statteten ihn die Denver Nuggets mit einem Vertrag über mehrere Jahre aus. Er bestritt 30 Spiele für die Mannschaft, in denen er je Begegnung rund neun Minuten Einsatz erhielt, welche er für Mittelwerte von 3,5 Punkten und 2,8 Rebounds nutzte. Denver gab Hartenstein Ende März 2021 im Rahmen eines Tauschgeschäfts an die Cleveland Cavaliers ab.
Nach seiner Ankunft in Cleveland hatte er eine vergleichsweise wichtige Rolle innerhalb der Mannschaft inne. In den 16 Spielen, welche er bis zum Saisonende 2020/21 spielte, erzielte Hartenstein durchschnittlich 8,3 Punkte, 6 Rebounds, 2,5 Assists und 1,2 Blocks in 17,9 Minuten Spielzeit. Sein neuer Trainer J. B. Bickerstaff hatte Ende der 1990er Jahre noch vor Hartensteins Geburt an der Oregon State University gegen dessen Vater im Trikot der University of Oregon gespielt.
Hartenstein ließ nach Saisonende eine Spieleroption über 1,76 Millionen US-Dollar verstreichen, und die Cavaliers verzichteten ihrerseits auf das Angebot einer Weiterbeschäftigung mittels Einjahresvertrags (Qualifying Offer), was Hartenstein zu einem vertragslosen Spieler (Unrestricted Free Agent) machte. Am 11. September 2021 sickerte durch, dass Hartenstein einen nicht garantierten Trainingslagervertrag mit den Los Angeles Clippers unterzeichnen würde, um sich für einen Kaderplatz zu beweisen. Zu diesem Zeitpunkt hatten die Clippers noch immer einen letzten Kaderplatz sowie einen Zwei-Wege-Vertrag zu vergeben. Am 16. Oktober wurde sein größter Konkurrent Harry Giles von den Kaliforniern zu Hartensteins Gunsten auf die Verzichtsliste gesetzt.
Im Juli 2022 unterzeichnete Hartenstein einen Vertrag bei den New York Knicks. Mit knapp 20 Minuten je Begegnung verbuchte er in der Saison 2022/23 die bisher höchste Einsatzzeit seit seinem Wechsel in die NBA, er bestritt sämtliche 82 Hauptrundenspiele. 2023/24 stieg Hartensteins Einsatzzeit weiter an, der Deutsche erzielte in 75 Hauptrundenspielen für New York Mittelwerte von 7,8 Punkten und 8,3 Rebounds je Begegnung. Nachdem sich sein Mannschaftskamerad Mitchell Robinson verletzt hatte, rückte Hartenstein in New Yorks Anfangsaufstellung und stand bei 49 Spielen von Beginn an auf dem Feld. Die Saison 2023/24 wurde als sein Durchbruch in der NBA gewertet.
Im Juli 2024 wechselte er zu den Oklahoma City Thunder, wo er einen Dreijahresvertrag über 87 Millionen US-Dollar unterschrieb. In der Saison 2024/25 entwickelte er sich dort zum Leistungsträger und erzielte in 57 Hauptrundeneinsätzen erstmals durchschnittlich je mehr als 10 Punkte und 10 Rebounds. Hartenstein zog mit Oklahoma City 2025 in die NBA-Finalserie ein und gewann als zweiter deutscher Basketballer nach Dirk Nowitzki die Meisterschaft. Seine Bilanz in 7 Finalspielen für Oklahoma weist 39 Punkte, 47 Rebounds und 16 Assists auf.

### Nationalmannschaft
Bei der Endrunde der U16-Europameisterschaft im Sommer 2014 verlor Hartenstein mit der U16-Nationalmannschaft das Viertelfinale gegen den Gastgeber und späteren Vizeeuropameister Lettland und erreichte am Ende den siebten Platz. Mit der deutschen U18-Auswahl, unter anderem zusammen mit Niklas Kiel und Kostja Mushidi, belegte Hartenstein im Sommer 2015 einen achten Platz bei der EM-Endrunde.
Bei der U18-EM im Dezember 2016 erreichte er mit Deutschland den vierten Platz, war gemeinsam mit Kostja Mushidi bester Punktesammler der DBB-Mannschaft (14,7 Zähler pro Partie) und wurde in die „erste Fünf des Turniers“ berufen.
Im August 2017 gab er im EM-Vorbereitungsspiel gegen Belgien seinen Einstand in der deutschen A-Nationalmannschaft. An den Erfolgen der Deutschen zu Beginn der 2020er Jahre (EM-Bronze 2022 und Weltmeister 2023) war Hartenstein nicht beteiligt, auch für das deutsche Olympiaaufgebot 2024 wurde er von Bundestrainer Gordon Herbert trotz guter Leistungen in der NBA nicht berücksichtigt. Herbert begründete seinen Verzicht auf Hartenstein mit dessen Entscheidung, zu Beginn von Herberts Amtszeit beim Deutschen Basketball-Bund keine feste Zusage für Nationalmannschaftseinsätze in den folgenden drei Jahren gegeben zu haben.

## Sonstiges
Im Dezember 2024 wurde Hartenstein – wie auch sein Vater Florian und der ehemalige Basketballspieler Adam Hess – als Mitglied einer Unternehmensgruppe Anteilseigner der Betriebsgesellschaft des Bundesligisten Ratiopharm Ulm.

## Karriere-Statistiken

### NBA

#### Hauptrunde
| Saison  | Team      | GP  | GS  | MPG  | FG % | 3P % | FT % | RPG  | APG | SPG | BPG | PPG  |
| ------- | --------- | --- | --- | ---- | ---- | ---- | ---- | ---- | --- | --- | --- | ---- |
| 2018–19 | Houston   | 28  | 0   | 7.9  | .488 | .333 | .786 | 1.7  | 0.5 | 0.3 | 0.4 | 1.9  |
| 2019–20 | Houston   | 23  | 2   | 11.6 | .657 | .000 | .679 | 3.9  | 0.8 | 0.4 | 0.5 | 4.7  |
| 2020–21 | Denver    | 30  | 0   | 9.1  | .513 | .000 | .611 | 2.8  | 0.5 | 0.4 | 0.7 | 3.5  |
| 2020–21 | Cleveland | 16  | 2   | 17.9 | .582 | .333 | .686 | 6.0  | 2.5 | 0.5 | 1.2 | 8.3  |
| 2021–22 | Clippers  | 68  | 0   | 17.9 | .626 | .467 | .689 | 4.9  | 2.4 | 0.7 | 1.1 | 8.3  |
| 2022–23 | New York  | 82  | 8   | 19.8 | .535 | .216 | .676 | 6.5  | 1.2 | 0.6 | 0.8 | 5.0  |
| 2023–24 | New York  | 75  | 49  | 25.3 | .644 | .333 | .707 | 8.3  | 2.5 | 1.2 | 1.1 | 7.8  |
| 2024–25 | Oklahoma  | 57  | 53  | 27.9 | .581 | .000 | .675 | 10.7 | 3.8 | 0.8 | 1.1 | 11.2 |
| Gesamt  | Gesamt    | 379 | 114 | 19.5 | .592 | .255 | .686 | 6.4  | 2.0 | 0.7 | 0.9 | 6.8  |

#### Play-offs
| Saison  | Team     | GP | GS | MPG  | FG %  | 3P % | FT % | RPG | APG | SPG | BPG | PPG |
| ------- | -------- | -- | -- | ---- | ----- | ---- | ---- | --- | --- | --- | --- | --- |
| 2018–19 | Houston  | 2  | 0  | 1.0  | 1.000 | .000 | .000 | 0.5 | 0.0 | 0.0 | 0.0 | 2.0 |
| 2022–23 | New York | 11 | 0  | 20.0 | .478  | .000 | .478 | 4.6 | 1.3 | 0.8 | 0.9 | 3.1 |
| 2023–24 | New York | 13 | 13 | 29.8 | .592  | .500 | .864 | 7.8 | 3.5 | 0,3 | 0.9 | 8.5 |
| Gesamt  | Gesamt   | 26 | 13 | 23.5 | .574  | .500 | .816 | 5.9 | 2.3 | 0.5 | 1.0 | 5.7 |

### ProB
| Saison    | Team            | GP | GS | MPG  | FG % | 3P % | FT % | RPG | APG | SPG | BPG | PPG  |
| --------- | --------------- | -- | -- | ---- | ---- | ---- | ---- | --- | --- | --- | --- | ---- |
| 2015–2016 | Artland Dragons | 14 | 10 | 24.4 | .479 | .425 | .544 | 8.9 | 1.3 | 1.6 | 2.1 | 11.5 |

## Erfolge
Verein
- NBA-Meisterschaft: 2024/25
- NBA-G-League-Meisterschaft: 2018/19
- Litauische Meisterschaft: 2016/17
- Litauischer Pokalsieger: 2016/17
- Deutscher U16-Meister: 2013/14

Ehrungen
- NBA G-League MVP der Finalserie: 2018/19
- NBA G-League Second Team: 2018/19